# L'Appel de la forêt (téléfilm, 1976)
Pour les articles homonymes, voir Call of the Wild.
Pour plus de détails, voir Fiche technique et Distribution.
L'Appel de la forêt (The Call of the Wild) est un téléfilm américain tiré du roman de Jack London, L'Appel de la forêt, et diffusé le 22 mai 1976 sur le réseau NBC.
Le téléfilm, mettant en vedette John Beck, a été réalisé par Jerry Jameson à partir d'un script écrit par le poète et romancier James Dickey. Étant une des nombreuses adaptations du roman de London, cette version a été produite après le succès, en 1972, du film Délivrance, une adaptation du roman de Dickey du même titre.

## Fiche technique
- Réalisateur : Jerry Jameson
- Scripteur : James Dickey et Jack London

## Distribution
- John Beck : John Thornton
- Jim Bohan : Dog Trainer
- Dennis Burkley : Stoney
- Billy "Green" Bush (en) : Redsweater
- René Enríquez : Cook
- Bernard Fresson : Francois
- Larry Golden : First Clod
- Raymond Guth : Will
- Paul Harper : Second Clod
- Joaquín Martínez : Manuel
- John McLiam : Prospector
- Marvin Miller : Narrator
- Donald Moffat : Simpson
- Michael Pataki : Stranger
- John Pearce : 2nd Man
- Gus Peters : Dognapper
- Raymond Singer : 1st Man
- Johnny Tillotson : Guitar Player
- Penelope Windust : Rosemary